# Astrolite
A astrolite (pronuncia-se "astroláite") é um líquido escuro preparado a partir da mistura da Hidrazina anidra (combustível para foguetes muito utilizado até a década de 1970) com o nitrato de amônio. A astrolite assim obtida é chamada de astrolite G. Se misturarmos à astrolite G um pouco de magnésio em pó fino esta fica conhecida como astrolite AT. Sendo um explosivo líquido, não tem utilização prática militar nem civil. É extremamente volátil e explosiva, sendo uma poderosa vasodiladadora. Pessoas com problemas cardíacos ou respiratórios devem evitar manusear tanto a hidrazina quanto a astrolite, pois mesmo pequenas exposições podem gerar efeitos extremamente perigosos e desagradáveis. Normalmente utiliza-se a astrolite em galões com um timer e uma cápsula de azida para sua ignição. A velocidade de detonação da astrolite é de 9600 metros por segundo, aproximadamente, para a Astrolite G[carece de fontes?].
É altamente tóxica, mortífero.